# Dudgeoneidae
Dudgeoneidae zijn een familie van vlinders uit de superfamilie van de Cossoidea. Volgens sommige auteurs bevat deze familie ook de onderfamilie van de Cossulinae. Andere auteurs beschouwen de Cossulinae als een onderfamilie binnen de Cossidae. In dat geval telt deze familie 16 soorten in drie geslachten.

## Geslachten
- Dudgeoneinae
  - Achthina Durrant, 1916
  - Dudgeonea Hampson, 1900
  - Nomima Durrant, 1916